# Helina stuckenbergi
Helina stuckenbergi är en tvåvingeart som beskrevs av Zielke 1971. Helina stuckenbergi ingår i släktet Helina och familjen husflugor.
Artens utbredningsområde är Zimbabwe. Inga underarter finns listade i Catalogue of Life.